# 施世纶墓
施世纶墓，位于中国福建省惠安县黄塘镇顶庭山，为施世伦夫妻合葬墓，清康熙六十一年（1722年）建造。墓区总面积2515平方米。墓圹半月形，宽14.45、高2.48、纵深11.40米。墓自上而下分五层坪台。第四层坪台排列石将军、石马、石虎、石羊，最外侧分列望柱。第五层坪台建龟趺碑碑亭一座，内置龟趺石刻谕祭碑一通。2005年5月11日公布为第六批福建省文物保护单位。